# جشمة كاظم (حومة بيجار)
جشمة کاظم (بالفارسية: چشمه کاظم) هي قرية تقع في إيران في حومة. يقدر عدد سكانها بـ 73 نسمة بحسب إحصاء 2016.